# 하늘아래 슬픔이
"하늘아래 슬픔이"는 1979년에 개봉한 대한민국의 영화이다.

## 캐스팅
- 이순재
- 선우용여
- 박미영
- 조희선
- 김환철
- 한은진
- 장훈
- 정순용
- 고영갑
- 이정금
- 김현정
- 유지민
- 이지현
- 정승규
- 강은희
- 김인숙
- 최일
- 손전
- 임예심
- 김신명